# Alan Šugart
Alan Fild Šugart (engl. Alan Field Shugart, 27. septembar 1930 – 22. decembar 2006) bio je američki inženjer, preduzetnik i poslovni izvršni direktor čija je karijera definisala modernu industriju pogona računarskih diskova.

## Lična istorija
Rođen u Los Anđelesu, diplomirao je na Univerzitetu u Redlandsu i stekao zvanje u oblasti inženjerske fizike.
Šugart je bio otac troje dece: Džoan Šugart (1951-1954), Kristofer D. Šugart (rođen 1953) i Teri L.K. Šugart (rođena 1955). Šugart je bio oženjen sa Ester Mars (devojački Bel), majkom njihove troje dece, od 1951. do 1973. Bio je oženjen Ritom Šugart (devojački Kenedi) od 1981. do smrti.
Šugart je umro 12. decembra 2006. godine u Montereju u Kaliforniji od komplikacija zbog operacije srca koju je imao šest nedelja ranije.

## Karijera
Karijeru je započeo 1951. godine kao terenski inženjer u IBM-u. Godine 1955, prešao je u IBM laboratoriju u San Hozeu, gde je radio na IBM 305 RAMAC. On se uspeo je kroz niz progresivno sve važnijih pozicija da bi postao menadžer proizvoda za direktni pristup računarskim skladišnim uređajima, odgovoran za proizvode skladištenja na disku, IBM-ovom najprofitabilnijem biznisu u to vreme. Među grupama koje Šugart nadgledao bio je i tim koji je izumeo disketu.
Šugart se pridružio Memoreksu 1969. godine kao potpredsednik Odeljenja za opremu i vodio razvoj diskovnih podsistema 3660 (kompatibilnih sa IBM 2314) i 3670 (kompatibilnih sa IBM 3330). Njegov tim je takođe razvio Memoreks 650, jednu od prvih komercijalno dostupnih disketa.
Osnovao je preduzeće Šugart Asosiets u februaru 1973, a ostavku na mesto izvršnog direktora je dao u oktobru 1974. Tu kompaniju je kasnije preuzeo Ziroks. Zatim su on i Finis Koner pokrenuli Šugart Tehnolodži 1979. godine, preduzeće koja je ubrzo promenilo ime u Sigejt Tehnolodži.

## Politička aktivnost
Godine 1996, on je pokrenuo neuspešnu kampanju za izbor Ernesta, svog bernskog pastirskog psa, u Kongres. Kasnije je Šugart o tom iskustvu pisao u knjizi, Ernest odlazi u Vašington (zapravo, ne baš). On je podržao neuspelu inicijativu iz 2000. godine, kojom bi se glasačima Kalifornije omogućilo da na izborima odaberu „ništa od navedenog”.

## Nagrade
On je dobio 1997. godine nagradu IEEE Rejnold B. Džonson za sisteme skladištenja informacija. Godine 2005, on je postao saradnik Muzeja istorije računara „zbog svog životnog doprinosa stvaranju moderne industrije diskovnih pogona”.